# Personnages d'Une nounou d'enfer
Cet article présente les personnages fictifs de la série télévisée Une nounou d'enfer.

## Personnages principaux
Ces personnages apparaissent au générique d'Une nounou d'enfer.

### Fran Fine
Employée dans une boutique de mariage, puis vendeuse au porte à porte, puis gouvernante de Maxwell Sheffield.
Personnage joué par Fran Drescher.
Pour les articles homonymes, voir Fine.
Francine « Fran » Joy Fine Sheffield (née le 26 novembre 1961 ou 1962, à New York), interprétée par l'actrice Fran Drescher, est le personnage principal de la série télévisée Une nounou d'enfer (The Nanny).

#### Biographie
Francine "Fran" Joy Fine, puis Sheffield est originaire d'une famille juive du quartier de Flushing, dans le Queens. Elle est la seconde fille de Sylvia et Morty Fine. Elle a une sœur aînée, Nadine.  
Au début de la série, elle est vendeuse dans la boutique de robe de mariées de son petit ami Danny, mais celui-ci la plaque et la licencie en lui annonçant ses fiançailles avec une autre femme, la blonde Heather Biblow. Alors embauchée comme vendeuse de porte-à-porte dans une boutique de cosmétiques, elle débarque alors un peu par hasard dans l'hôtel particulier des Sheffield, en plein Manhattan. Maxwell, producteur de comédies musicales veuf, y recherche une gouvernante pour ses trois enfants, Maggie, Brighton et Grace, avec qui ses relations sont plutôt distantes. Par un très improbable concours de circonstances, Fran va être embauchée à ce poste auquel elle ne connaît rien. 
Détonnant dans l'univers très BCBG de son employeur, elle est extravertie, gaffeuse, sarcastique, et affiche sans complexe ses origines populaires. Sa voix particulière, son allure à la fois excentrique et vulgaire, son manque de culture, ses relations amoureuses peu satisfaisantes, tout comme sa manie de raconter des anecdotes ennuyeuses sur sa famille, font l'objet de nombreux running gags. Elle finit cependant par s'intégrer à la maison en gagnant l'affection des enfants, puis celle du maître d'hôtel Niles et, enfin, de Maxwell, qu'elle finira par épouser dans la saison 5, au grand dam de C.C Babcock, collaboratrice de longue date du producteur. Ils auront ensemble des jumeaux avant de déménager en Californie. 
Le clan Fine est composé de membres hauts en couleur. Celles que l'on croise le plus souvent chez les Sheffield, ce sont Sylvia, la mère de Fran, adepte du chantage affectif, obsédée par la nourriture et la vie sentimentale de sa fille, ainsi que Yetta, l'antique grand-mère de Fran, fumeuse compulsive, à la fois sénile et rusée. Morty, le père de Fran, n'est que rarement présent, mais il est parfois mentionné ou présent "hors-champ". On peut également compter sa meilleure amie Valérie Toriello, très naïve. 

#### Âge de Fran
Dans la série, la question de son âge est un sujet tabou et de mensonges pour Fran. 
Dans un épisode, on apprend qu'elle est née un 26 novembre, et à la fin de cet épisode son petit ami Steve Goldberg (le professeur de philosophie de Maggie) la quitte car elle serait trop jeune pour lui, Fran ayant prétendu qu'elle était née en 1970, ce à quoi elle répond « à deux ou dix-huit ans près ». Dans un autre épisode on apprend que Kennedy était président quand elle est née. Ce qui situe sa naissance en 1961 ou en 1962. Mais Fran refuse tout au long de la série de dévoiler son âge : d'après Maxwell, qui a fait des recherches sur son passé, « nul ne peut donner sa véritable année de naissance, pas même le FBI ».Dans un autre épisode dans lequel elle fête son anniversaire, elle souligne que sortir avec sa mère à 30 ans est misérable, illustrant sa situation.  Dans le cinquième épisode de la saison 3 où elle tente une colocation avec son amie Val, cette dernière se plaint devant Niles d'avoir "33 ans et..." mais Fran l'interrompt en toussant et dit à Niles (qui sait qu'elles ont été en classe ensemble) qu'elle avait 3 ans d'avance... puis que c'est Val qui avait redoublé 3 fois...  Cependant peu avant son mariage, Niles dit à la mère de Fran que cette dernière est restée dans ses jupes jusqu'à ses 29 ans (âge confirmé dans l'épisode 1 par une réplique de Fran) ce à quoi Sylvia répond qu'ensuite elle est allée directement rester 5 ans dans les siens. Ce qui laisse deviner que Fran aurait 29 ans au début de la série et donc 34 à la fin.

### Maxwell Sheffield
Pour les articles homonymes, voir Sheffield (homonymie).
Producteur de théâtre à Broadway, veuf, il emploie Fran Fine pour s'occuper de ses enfants, avec qui il a une relation assez distante.
Personnage joué par Charles Shaughnessy.

Maxwell Sheffield, interprété par l'acteur Charles Shaughnessy est un des personnages principaux de la série Une nounou d'enfer (The Nanny) Maxwell Beverley Sheffield est un riche producteur de théâtre à Broadway, d'origine anglaise et légèrement coincé. Il est veuf de Sarah Sheffield et père de trois enfants (Margaret, Brighton et Grace), et travaille avec son associée C.C. Babcock (qui en est secrètement amoureuse, mais Maxwell n'a jamais remarqué ses maladroites tentatives). Il a un frère, Nigel Sheffield, et une sœur, Jocelyne Sheffield, mais il est en conflit avec ses parents, à qui il reproche leurs relations amoureuses avant et après leur séparation (sa mère Élisabeth Sheffield avec son chauffeur, et son père James Sheffield avec sa secrétaire). Un maître d'hôtel, spécialiste du commérage, Chester "Niles", travaille pour lui. Son principal concurrent dans le milieu théâtral est Andrew Lloyd Webber, surtout depuis qu'il a produit la comédie musicale à succès Cats alors que Maxwell l'avait refusée.
Désespéré par le comportement de ses enfants, il engage dans l'urgence Fran Fine comme gouvernante pour le dépanner un week-end, alors qu'elle faisait de la vente en porte à porte. Malgré leurs différences de fortune et de statut social, les deux personnages se rapprochent au cours de la série, mais Maxwell a beaucoup de scrupules et lutte contre ses sentiments. Maxwell critique souvent "l'envahissante famille" de Fran, surtout sa mère. Il lui avouera son amour, croyant qu'ils allaient mourir lors d'un crash, après un retour en avion de Paris. Il retira ses propos, qui seront désignés pendant plusieurs épisodes sous le pseudonyme de « la chose », avant de lui déclarer définitivement sa flamme, et de l'épouser. Ensemble, ils auront des jumeaux, avant de déménager en Californie.

### Niles
Maître d'hôtel de Maxwell Sheffield, il aime savoir tout ce qui se passe dans la maison et se livrer à des joutes verbales avec C.C Babcock. C'est aussi le meilleur ami de Fran.
Interprété par Daniel Davis

### C.C. Babcock
Associée de Maxwell Sheffield, snob et égoïste, qui espère le séduire avec des avances peu subtiles, souvent raillées par Niles, le maître d'hôtel. Dans le dernier épisode de la série, on apprend que C.C est le diminutif de Chastity Claire.
Interprétée par Lauren Lane

### Maggie Sheffield
Fille aînée de Maxwell Sheffield. Adolescente timide et complexée au début de la série, elle s'épanouit en grande partie grâce à Fran. Au fil des saisons, elle a de plus en plus de succès avec les garçons, ce que son père ne voit pas d'un très bon œil.
Interprétée par Nicholle Tom

### Brighton Sheffield
Fils de Maxwell Sheffield. Farceur, cynique et souvent un peu méchant avec ses sœurs, c'est aussi un élève moyen, plus intéressé par les filles que les études.
Interprété par Benjamin Salisbury

### Grace Sheffield
Fille cadette de Maxwell Sheffield, au comportement assez excentrique (amis imaginaires ...) qui lui vaut de suivre une thérapie assez lourde. Cependant, Grace fait souvent preuve d'une maturité surprenante pour son âge.

Interprété par Madeline Zima

## Personnages récurrents

### Sylvia Fine
Mère de Fran Fine et femme de Morty Fine, elle aime venir chez les Sheffield pour manger les plats de Niles et se mêler de la vie sentimentale de sa fille, qu'elle désespère de voir trouver un mari. Elle ment aussi sur son âge.
Interprétée par Renée Taylor.
Pour la chanteuse et compositrice homonyme, voir Sylvia Fine (chanteuse).
Sylvia Fine est mariée avec Morty Fine, elle a deux enfants : Fran Fine et Nadine Fine. 
Elle a deux obsessions : que sa fille Fran se marie (surtout avec Maxwell Sheffield) et la nourriture. Elle ne cesse d'ailleurs de s'inviter à l'improviste chez Maxwell Sheffield, pour manger la cuisine de Niles (le maître d'hôtel de Maxwell). 
Elle protège également tous ses fauteuils avec des housses en plastique, pour les garder plus longtemps.
Elle a des relations complexes avec sa famille et belle-famille :
- sa fille Fran Fine désire qu'elle parte habiter à Boca en Floride ;
- elle est en conflit avec sa belle-sœur Freida Fine. Selon Fran dans l'épisode 4 de la saison 3, Sylvia aurait été éjectée du club des femmes juives, car elle aurait léché le sucre glace du gâteau. Depuis les deux femmes sont en conflit. Frieda ira même jusqu'à acheter l'immeuble de Sylvia pour la chasser. Elle le lui rendra après avoir conclu un accord avec Fran.
- elle a des relations un peu distantes avec son propre mari, Morty Fine.

### Yetta Rosenberg
Grand-mère de Fran Fine et mère de Sylvia Fine. Sénile et grande fumeuse, elle reste tout de même très alerte sur de nombreux sujets (notamment l'argent et le sexe)

Interprétée par Ann Morgan Guilbert

### Val Toriello
Amie crédule, gaffeuse et souvent stupide de Fran Fine, qui l'utilise à la fois comme confidente et faire-valoir,
Interprétée par Rachel Chagall

### Morty Fine
Père de Fran Fine et mari de Sylvia Fine, il passe surtout son temps devant la télévision et est donc très peu visible.
Interprété par Steve Lawrence

### Oncle Stanley
Oncle de Fran Fine et frère de Morty Fine.
Personnage joué par Morty Drescher

### Danny Imperiali
Ex-fiancé de Fran Fine.
Macho et pas particulièrement intelligent, Il plaque et vire Fran pour se fiancer à Heather Biblow. Lorsqu'il vient récupérer son ex à la fin de la première saison, celle-ci décide finalement de ne pas repartir avec lui pour rester travailler chez les Sheffield : son nom sera pourtant encore régulièrement mentionné, notamment pour faire référence à son impressionnante pilosité.

Personnage interprété par Jonathan Penner. 

Première apparition : saison 1, épisode 1 : "Arrivée fracassante"

### Eddie
Personnage interprété par James Marsden. 

Première apparition : saison 1, épisode 1 : "Arrivée fracassante"

### Oncle Jack
Oncle de Fran Fine et frère de Sylvia Fine. 

Personnage joué par Zack Norman 

Première apparition : saison 1, épisode 6 : "Le monde à l'envers"

### Cousine Marsha
Personnage joué par Nancy Frangione 

Première apparition : saison 1, épisode 6 : "Le monde à l'envers"

### Kenny Keroucas
Personnage joué par Gregg Rogell 

Première apparition : saison 1, épisode 16 : "Une fin de semaine à la neige"

### Tante Freida
Tante de Fran Fine et sœur de Morty Fine, souvent opposée à sa belle-sœur Sylvia Fine.

Personnage joué par Lainie Kazan 

Episode : saison 3, épisode 4 : "On n'a pas tous les jours 16 ans"

### Sammy
Fiancé de Yetta Rosenberg. 

Personnage joué par Ray Charles 

Première apparition : saison 5, épisode 8 : "Le Grand Amour de Yetta"

## Personnages secondaires (une ou plusieurs apparitions)

### Mme Wentworth
Personnage joué par Dorothy Lyman 

Episode : saison 1, épisode 3 : "La métamorphose d'un soir"

### Cindy Wentworth
Personnage joué par Nikki Cox 

Episode : saison 1, épisode 3 : "La métamorphose d'un soir"

### Robbie Myron
Personnage joué par Blake McIver Ewing 

Episode : saison 1, épisode 5 : "Jalousie, vous avez dit jalousie"

### Oncle Myron
Personnage joué par Allen Bloomfield 

Episode : saison 1, épisode 5 : "Jalousie, vous avez dit jalousie"

### Pauly
Personnage joué par Allan Rich 

Episode : saison 1, épisode 8 : "Un noël mémorable"

### Le Père Noël
Personnage joué par Richard Roat 

Episode : saison 1, épisode 8 : "Un noël mémorable"

### Brock Storm
Personnage joué par Stephen Nichols 

Episode : saison 1, épisode 9 : "Une clause particulière"

### Clara Mueller
Interprétée par Cloris Leachman 

Episode : saison 1, épisode 10 : "Quand une nounou rencontre une autre nounou"

### Steve Mintz
Personnage joué par Matt McCoy (en) 

Episode : saison 1, épisode 11 : "Un amour qui tombe à pic"

### Chloe Simpson
Interprétée par Lesley-Anne Down
Mannequin, elle est une ancienne petite amie de Maxwell Sheffield.

Episode : saison 1, épisode 13 : "Un mannequin de classe"

### Cousin Irving
Personnage joué par Louis Guss 

Episode : saison 1, épisode 14 : "Histoire d'eau"

### Tiffany Irving
Personnage joué par Jackie Tohn 

Episode : saison 1, épisode 14 : "Histoire d'eau"

### Dr. Link
Personnage joué par Doug Ballard 

Episode : saison 1, épisode 15 : "Une nounou à l'hôpital"

### Infirmière Smith
Personnage joué par Francesca P. Roberts 

Episode : saison 1, épisode 15 : "Une nounou à l'hôpital"

### Lester
Personnage joué par Leigh Lawson 

Episode : saison 1, épisode 17 : "Pour le meilleur et pour le pire"

### Nigel Waters
Personnage joué par Lane Davies 

Episode : saison 1, épisode 17 : "Pour le meilleur et pour le pire"

### Jocelyn Sheffield
Sœur de Maxwell Sheffield, qui a une relation avec son chauffeur. 

Personnage joué par Twiggy puis par Sophie Ward
Episode : saison 1, épisode 17 : "Pour le meilleur et pour le pire"

### Frank Bradley Jr.
Personnage joué par Miko Hughes 

Episode : saison 1, épisode 18 : "Situation critique"

### Frank Bradley
Personnage joué par Eric Braeden 

Episode : saison 1, épisode 18 : "Situation critique"

### Mlle Wickervich
Personnage joué par Rita Moreno 

Episode : saison 1, épisode 19 : "Les démons du passé"

### Alan Beck
Personnage joué par Joseph Bologna 

Episode : saison 1, épisode 19 : "Les démons du passé"

### Barbra Streisand
Personnage joué par Loren Michaels 

Episode : saison 1, épisode 20 : "Pères et impairs"

### Stewart Babcock
Père de C.C. Babcock. 

Personnage joué par Robert Culp 

Episode : saison 1, épisode 20 : "Pères et impairs"

### Betty Jo
Personnage joué par J. Madison Wright 

Episode : saison 1, épisode 21 : "N'oublions pas Maman"

### Barbie Jo
Personnage joué par Leann Hunley 

Episode : saison 1, épisode 21 : "N'oublions pas Maman"

### Leslie
Personnage joué par Tracy Kolis 

Episode : saison 2, épisode 1 : "Étonnante ressemblance"

### Brooke
Personnage joué par Bonnie Morgan 

Episode : saison 2, épisode 2 : "Pour l'amour du théâtre"

### Jeffrey Needleman
Personnage joué par Richard Kind 

Episode : saison 2, épisode 2 : "Pour l'amour du théâtre"

### Le maître d'hôtel
Personnage joué par Jay Robinson 

Episode : saison 2, épisode 2 : "Pour l'amour du théâtre"

### Saul Kanasal
Personnage joué par Ralph Manza 

Episode : saison 2, épisode 3 : "L'amour de 7 à 77 ans"

### Greg
Personnage joué par Barry Watson 

Episode : saison 2, épisode 3 : "L'amour de 7 à 77 ans"

### Theodore Timmons
Personnage joué par Efrem Zimbalist Jr. 

Episode : saison 2, épisode 4 : "Une vie de rêve"

### Katherine Marie O'Mally Porter
Personnage joué par Judith Hoag 

Episode : saison 2, épisode 4 : "Une vie de rêve"

### Richard Porter
Personnage joué par Edward Penn 

Episode : saison 2, épisode 4 : "Une vie de rêve"

### Mme Livingstone
Personnage joué par Nancy Linari 

Episode : saison 2, épisode 5 : "Quelle guigne"

### Romeo
Personnage joué par Peter Marc Jacobson 

Episode : saison 2, épisode 7 : "Du Shakespeare en pire"

### James Sheffield
Père de Maxwell Sheffield, qui a divorcé de la mère de Maxwell et a épousé sa secrétaire avec laquelle il avait une relation.
Personnage joué par Robert Vaughn 

Episode : saison 4, épisode 6 : "On se croirait dans « Dynastie »"
Donald Trump